# Nakajima Shunichi
Shunichi Nakajima (sinh ngày 16 tháng 6 năm 1982) là một cầu thủ bóng đá người Nhật Bản.

## Sự nghiệp câu lạc bộ
Shunichi Nakajima đã từng chơi cho Nagoya Grampus Eight, FC Ryukyu và Mito HollyHock.